# Songs (John Greaves)
Songs is het vierde soloalbum van de Britse progrockmusicus John Greaves.

## Tracklist
1. Old Kinderhook - 1:06 (John Greaves)
2. The Song - 5:31 (John Greaves, Peter Blegvad)
3. Swelling Valley - 3:42 (John Greaves, Peter Blegvad)
4. The Green Fuse - 5:56 (John Greaves,D.Thomas)
5. Kew. Rhone - 5:26 (John Greaves, Peter Blegvad)
6. Eccentric Waters - 2:04 (John Greaves)
7. For Bearings, Silence - 5:12 (John Greaves, Peter Blegvad)
8. The Price We Pay - 3:08 (John Greaves)
9. L'Aise Aux Ex-Sans-Trique - 5:41 (John Greaves)
10. Back Where We Began - 4:47 (John Greaves, Sophia Domancich)
11. Gegenstand - 4:04 (John Greaves, Peter Blegvad)

Op de Japanse versie van de CD staat nog een extra track:
1. Whatever That Is (John Greaves)

## Bezetting
- John Greaves zang, accordeon, basgitaar, piano

Met medewerking van:
- Robert Wyatt - zang / percussie
- Susan - S'Ange Belling - zang
- Kristoffer Blegvad - zang
- Caroline Loeb - zang
- François Ovide - akoestische gitaar
- Sophia Domancich piano
- Paul Rogers - contrabas
- Elton Dean - saxello
- Mireille Bauer vibrafoon
- David Cunningham - elektrische gitaar
- Peter Kimberley achtergrondzang
- Benoit Blue Boy